# Хирбю, Григорий Яковлевич
Григорий Яковлевич Хирбю (Хирбиков) (27 ноября 1911, Чикмезино (дер. Аксарино Мариинско-Посадского муниципального округа), Покровская волость, Чебоксарский уезд, Казанская губерния, Российская империя — 17 августа 1983 года, Чебоксары, Чувашская АССР, РСФСР, СССР) — выдающийся чувашский советский композитор.
Народный артист РСФСР (1974). Заслуженный деятель искусств РСФСР (1968). Член КПСС с 1945 года.

## Биография
Григорий Яковлевич родился 27 ноября 1911 года в деревне Чикмезино Покровской волости Чебоксарского уезда Казанской губернии (С 1960-х годов вошла в состав Аксарина Мариинско-Посадского района Чувашской Республики) в крестьянской семье. До 16 лет жил в деревне, учился в школе в селе Покровское, работал подпаском.
В 1927 году поступил в Чебоксарскую школу-коммуну имени III Интернационала. В это же время по рекомендации С. М. Максимова был зачислен в Чебоксарскую музыкальную школу, начал петь в Чувашском государственном хоре.
В 1929—1932 гг. Хирбю учился в Чувашском музыкально-театральном техникуме.
В 1932—1937 гг. обучался на композиторском отделении рабфака при Ленинградской консерватории имени Н. А. Римского-Корсакова. Из рабфака был переведён на композиторский факультет консерватории, где занимался в 1937—1943 годах.
В 1944—1951 гг. работал художественным руководителем вокального ансамбля Чувашского радио.
Умер Г. Я. Хирбю 17 августа 1983 года. Похоронен на мемориальном кладбище города Чебоксары.

## Работы
С 1951 г. занимался только сочинительством. Произведения Г. Я. Хирбю разнообразны по жанру и содержанию, отличаются яркой национальной окрашенностью и мелодичностью.
За годы композиторской деятельности он написал свыше 700 песенно-хоровых произведений.

## Общественная работа
Творческий труд композитор активно совмещал с общественной работой. Работал в Чувашском республиканском комитете защиты мира, председателем правления Хорового общества Чувашской АССР, в правлении Союза композиторов Чувашии.
Избирался членом правления Всероссийского хорового общества. Был членом ревизионной комиссии Союза композиторов РСФСР, членом Центральной ревизионной комиссии Союза композиторов СССР.

## Награды, премии
- Заслуженный деятель искусств Чувашской АССР (1945)
- Заслуженный деятель искусств РСФСР (1968)
- Народный артист РСФСР (1974)
- Государственная премия Чувашской АССР им. К. В. Иванова (1969) — за создание оперы «Нарспи»
- Премия Комсомола Чувашии имени М. Сеспеля (1967)[5]

## Память

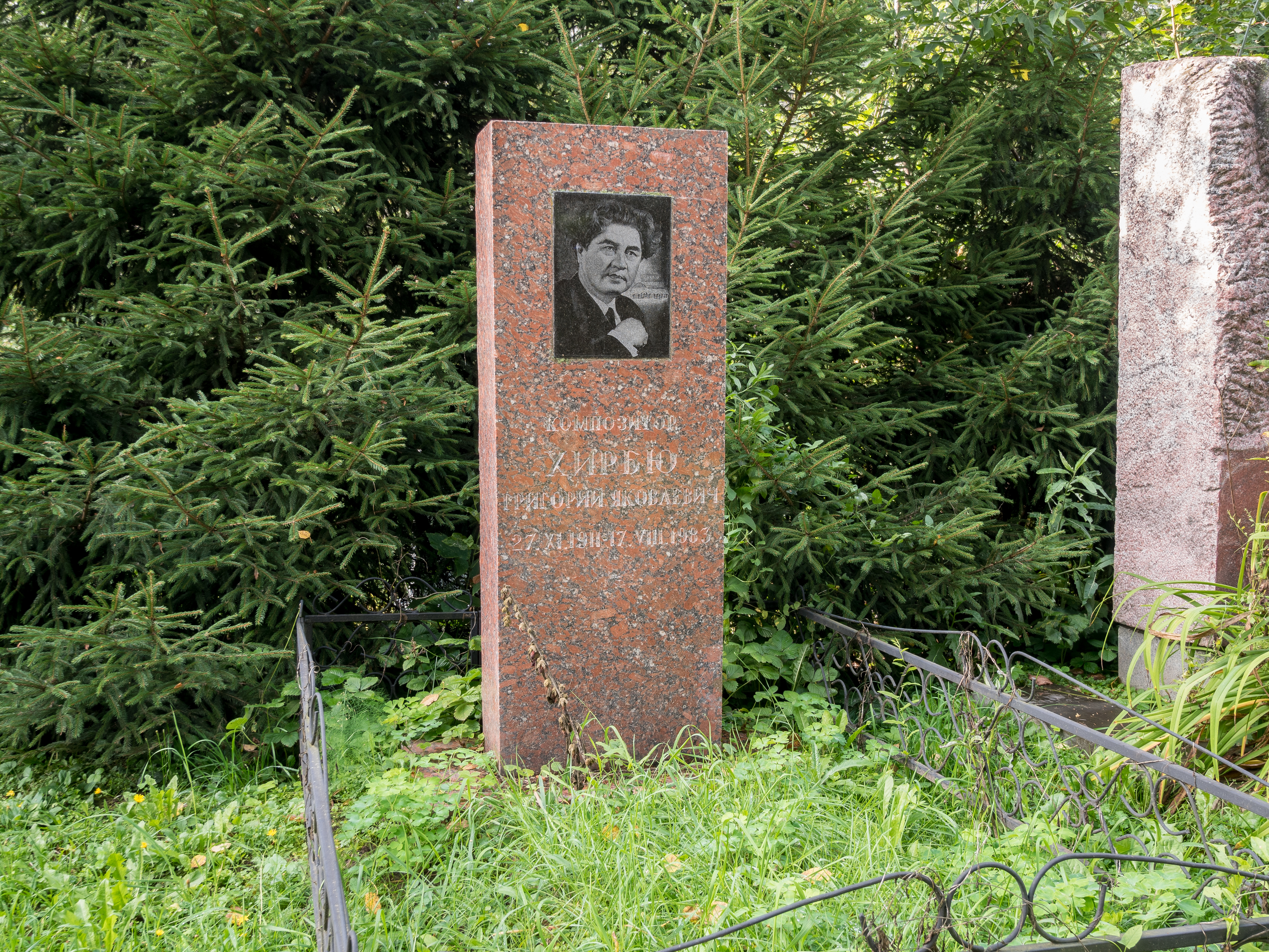
Могила Г. Я. Хирбю в Чебоксарах

Мемориальная доска

- Имя Григория Хирбю занесено в Почётную Книгу Трудовой Славы и Героизма Чувашской АССР.[3]
- В Государственном историческом архиве Чувашии хранится личный фонд Г. Я. Хирбю.[3]
- На территории Московского района г. Чебоксары находится улица Григория Хирбю[6].